# Plectrocnemia varouna
Plectrocnemia varouna är en nattsländeart som beskrevs av Schmid 1961. Plectrocnemia varouna ingår i släktet Plectrocnemia och familjen fångstnätnattsländor. Inga underarter finns listade i Catalogue of Life.